# Хутулу
Хутулу (рум. Hutulu) — село в Кагульском районе Молдавии. Наряду с сёлами Лебеденко и Урсоая входит в состав коммуны Лебеденко.

## География
Село расположено на высоте 73 метров над уровнем моря.

## Население
По данным переписи населения 2004 года, в селе Хутулу проживает 429 человек (202 мужчины, 227 женщин).
Этнический состав села:
| Национальность | Число жителей | Процентный состав |
| -------------- | ------------- | ----------------- |
| украинцы       | 210           | 48.95             |
| молдаване      | 137           | 31.93             |
| болгары        | 47            | 10.96             |
| русские        | 29            | 6.76              |
| гагаузы        | 4             | 0.93              |
| цыгане         | 1             | 0.23              |
| прочие         | 1             | 0.23              |
| Всего          | 429           | 100%              |